# Hrabstwo Iowa (Iowa)

Piramida wieku hrabstwa

Hrabstwo Iowa – hrabstwo położone w USA w stanie Iowa z siedzibą w mieście Marengo. Założone w 1843 roku.

## Miasta i miejscowości
- Ladora
- Marengo
- Millersburg
- North English
- Parnell
- Victor
- Williamsburg

## Drogi główne
- Interstate 80
- U.S. Highway 6
- U.S. Highway 151
- Iowa Highway 21
- Iowa Highway 149
- Iowa Highway 220
- Iowa Highway 212

## Sąsiednie hrabstwa
- Hrabstwo Benton
- Hrabstwo Johnson
- Hrabstwo Washington
- Hrabstwo Keokuk
- Hrabstwo Poweshiek
- Hrabstwo Linn
- Hrabstwo Tama